# Neocucumella bicolumnata
Neocucumella bicolumnata is een zeekomkommer uit de familie Cucumariidae.
De wetenschappelijke naam van de soort werd in 1907 gepubliceerd door A. Dendy & E. Hindle.